# 路易斯·索摩查·德瓦伊莱

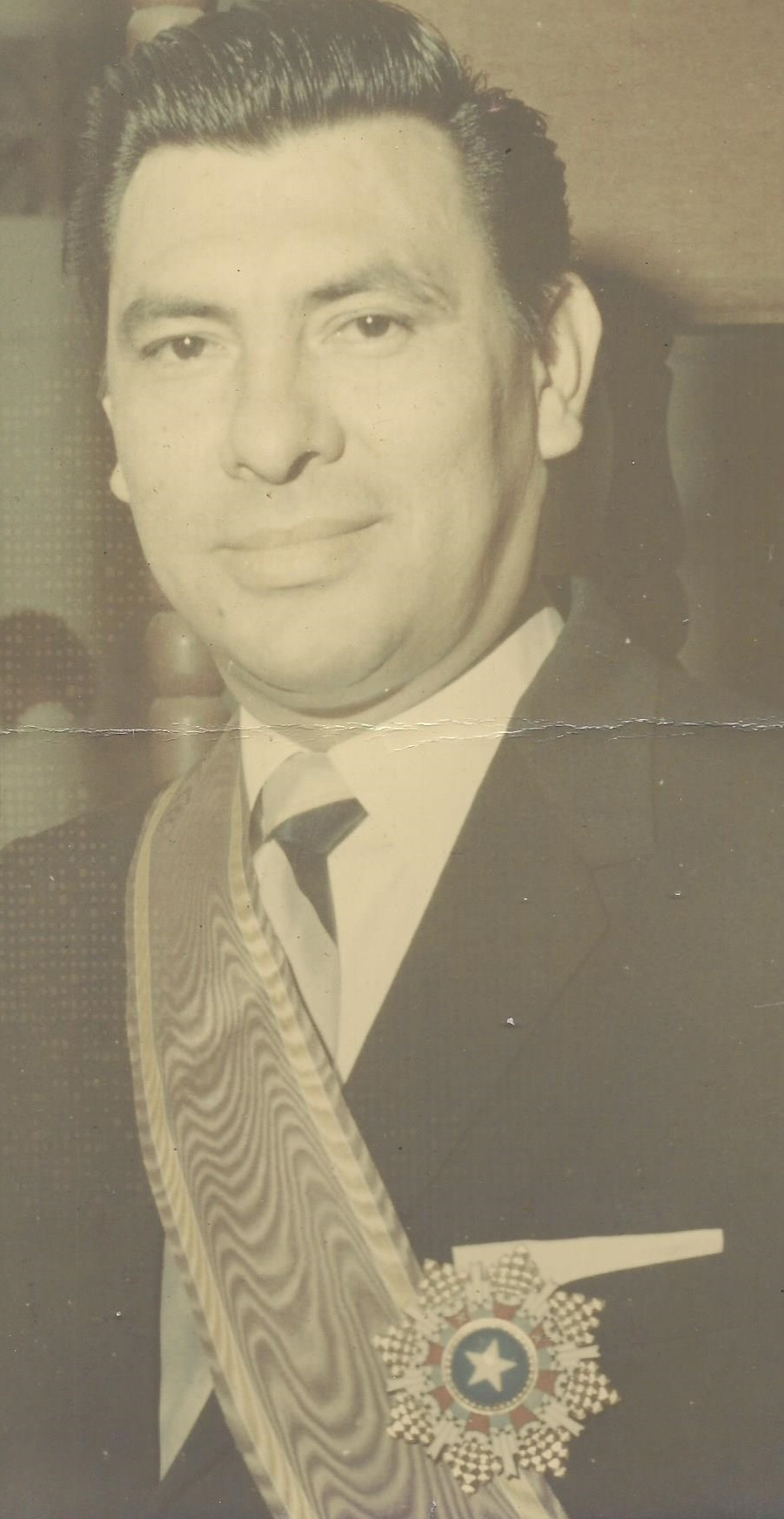
路易斯·安纳斯塔西奥·索摩查·德瓦伊莱

路易斯·安纳斯塔西奥·索摩查·德瓦伊莱（西班牙語：Luis Anastasio Somoza Debayle；1922年11月18日—1967年4月13日），是安纳斯塔西奥·索摩查·加西亚的长子，安纳斯塔西奥·索摩查·德瓦伊莱的兄長，尼加拉瓜总统。

## 生平
1922年，出生于莱昂。
1956年，父亲被暗杀后，被任命为代理总统。9月，为总统。
1963年，卸任总统。
1965年，为参议院主席。
1967年，病逝。